# Robert Wysocki
Robert Wysocki – polski biolog molekularny, genetyk i mikrobiolog; prof. dr hab. nauk biologicznych, dyrektor i profesor nadzwyczajny Instytutu Biologii Eksperymentalnej, oraz Instytutu Genetyki i Mikrobiologii Wydziału Nauk Biologicznych Uniwersytetu Wrocławskiego.

## Życiorys
24 czerwca 1999 obronił pracę doktorską Struktura i funkcja genów ACR3 i ACR2 warunkujących oporność komórek drożdży Saccharomyces cerevisiae na sole arsenu, otrzymując doktorat, a 6 października 2005 habilitował się na podstawie oceny dorobku naukowego i pracy zatytułowanej Mechanizmy tolerancji komórek drożdży Saccharomyces cerevisiae na arsen i antymon. 7 sierpnia 2012 nadano mu tytuł profesora w zakresie nauk biologicznych.
Został zatrudniony na stanowisku dyrektora i profesora nadzwyczajnego w Instytucie Biologii Eksperymentalnej, oraz w Instytucie Genetyki i Mikrobiologii na Wydziale Nauk Biologicznych Uniwersytetu Wrocławskiego.

## Wybrane publikacje naukowe
- Structure of E69Q mutant of human muscle fructose-1,6-bisphosphatase
- Functional characterization of the S. cerevisiae genome by gene deletion and parallel analysis
- The yeast aquaglyceroporin Fps1p is a bidirectional arsenite channel.
- Transcriptional activation of metalloid tolerance genes in Saccharomyces cerevisiae requires the AP-1-like proteins Yap1p and Yap8p.
- The yeast permease Acr3p is a dual arsenite and antimonite plasma membrane transporter.
- The MAPK Hog1p modulates Fps1p-dependent arsenite uptake and tolerance in yeast.
- CDK Pho85 targets CDK inhibitor Sic1 to relieve yeast G1 checkpoint arrest after DNA damage.
- Multiple cysteine residues are necessary for sorting and transport activity of the arsenite permease Acr3p from Saccharomyces cerevisiae.
- Yeast G1 DNA damage checkpoint regulation by H2A phosphorylation is independent of chromatin remodeling
- Role of Dot1-dependent histone H3 methylation in G1 and S phase DNA damage checkpoint functions of Rad9.
- Characterization of the DNA-binding motif of the arsenic-responsive transcription factor Yap8p.
- Acr3p is a plasma membrane antiporter that catalyzes As(III)/H(+) and Sb(III)/H(+) exchange in Saccharomyces cerevisiae.
- Design, synthesis, and characterization of a highly effective Hog1 inhibitor: a powerful tool for analyzing MAP kinase signaling in yeast
- Oxidative stress and replication-independent DNA breakage induced by arsenic in Saccharomyces cerevisiae
- Disentangling genetic and epigenetic determinants of ultrafast adaptation
- The YJL185C, YLR376C and YJR129C genes of Saccharomyces cerevisiae are probably involved in regulation of the glyoxylate cycle.
- The LSH/HELLS homolog Irc5 contributes to cohesin association with chromatin in yeast
- Arsenic and antimony transporters in eukaryotes
- Yeast cell death during DNA damage arrest is independent of caspase or reactive oxygen species.
- How Saccharomyces cerevisiae copes with toxic metals and metalloids.
- Different sensitivities of mutants and chimeric forms of human muscle and liver fructose-1,6-bisphosphatases towards AMP.
- The Swi2-Snf2-like protein Uls1 is involved in replication stress response.
- New insights into cohesin loading.
- Transmembrane topology of the arsenite permease Acr3 from Saccharomyces cerevisiae.
- Mitogen-activated protein kinase Hog1 mediates adaptation to G1 checkpoint arrest during arsenite and hyperosmotic stress.
- The mitogen-activated protein kinase Slt2 modulates arsenite transport through the aquaglyceroporin Fps1.
- Metalloid tolerance based on phytochelatins is not functionally equivalent to the arsenite transporter Acr3p.
- The genetic characteristics Saccharomyces cerevisiae aci(+) mutants.
- Swi2/Snf2-like protein Uls1 functions in the Sgs1-dependent pathway of maintenance of rDNA stability and alleviation of replication stress.
- DNA Damage Tolerance Pathway Choice Through Uls1 Modulation of Srs2 SUMOylation in Saccharomyces cerevisiae.
- Identification of critical residues for transport activity of Acr3p, the Saccharomyces cerevisiae As(III)/H+ antiporter.
- Arsenical resistance genes in Saccharomyces douglasii and other yeast species undergo rapid evolution involving genomic rearrangements and duplications.
- Mass-murdering: deletion of twenty-three ORFs from Saccharomyces cerevisiae chromosome XI reveals five genes essential for growth and three genes conferring detectable mutant phenotype
- Error-free DNA damage tolerance pathway is facilitated by the Irc5 translocase through cohesin
- Elucidating the response of Kluyveromyces lactis to arsenite and peroxide stress and the role of the transcription factor KlYap8
- Mechanisms of toxic metal tolerance in yeast
- Yap1 overproduction restores arsenite resistance to the ABC transporter deficient mutant ycf1 by activating ACR3 expression
- The Emerging Role of Cohesin in the DNA Damage Response
- The ancillary N-terminal region of the yeast AP-1 transcription factor Yap8 contributes to its DNA binding specificity
- Coupling of RNA polymerase III assembly to cell cycle progression in Saccharomyces cerevisiae
- Rsp5-dependent endocytosis and degradation of the arsenite transporter Acr3 requires its N-terminal acidic tail as an endocytic sorting signal and arrestin-related ubiquitin-ligase adaptors
- Arsenic and Yeast Aquaglyceroporin
- Saccharomyces cerevisiae as a Model Organism for Elucidating Arsenic Tolerance Mechanisms